# Maya Inchikian
Maya Grantovna Inchikian, usuellement Maya Inchikian (en arménien Մայա Ինճիկյան), née le 1er mai 1930 à Moscou, morte le 13 décembre 2013, est une chimiste arménienne spécialisée en chimie organique. 
Elle est docteur en sciences chimiques, professeur d'université, académicienne membre de l'Académie nationale arménienne des sciences à partir de 1996. 
Elle découvre une nouvelle interaction dans les sels d'ammonium, obtient un nouveau type de phosphobétines, synthétise plusieurs produits phytopharmaceutiques actifs et dépose de nombreux brevets d'invention.

## Biographie

### Jeunesse et formation
Maya Inchikian naît le 1er mai 1930 à Moscou. Elle poursuit des études supérieures de chimie et sort diplômée en 1953 de la faculté de chimie de l'université d'État de Moscou. 

### Carrière scientifique et académique
Maya Inchikian commence à travailler en 1953 à l'Institut de chimie organique de l'Académie des sciences de la République socialiste soviétique d'Arménie. Maya MayaInchikian devient docteur en sciences chimiques en 1966 et professeur en 1974. Elle dirige à partir de 1971 le laboratoire des composés organo-éléments de l'Institut de chimie organique de l'Académie nationale des sciences de la République d'Arménie,.
Elle est à partir de 1971 chargée de cours à l'Université d'État d'Erevan, et devient professeur d'université en 1973. 

### Travaux scientifiques, découvertes
Ses travaux scientifiques sont liés à l'étude des réactions d'alcalinisation en milieu aqueux avec des sels d'ammonium quaternaires. Dans ce domaine, Maya Inchikian et Araksi Babayan découvrent en 1961 une nouvelle interaction dans les sels d'ammonium appelée réaction de « réarrangement-clivage ». À la suite de cette interaction, des cétones insaturées inaccessibles, des acides, des esters, des énamines et d'autres substances sont produites.
Elle étudie l'isomérie des sels de phosphonium quaternaire contenant un groupe insaturé, l'hydrolyse primaire et les réactions de fission thermique. Elle obtient un nouveau type de phosphobétines, synthétise plusieurs produits phytopharmaceutiques actifs et étudie les réactions de liaison carbone-éléments (azote, soufre, oxygène, halogène).

### Brevets d'invention
Maya Inchikian dépose de nombreux brevets d'invention, concernant notamment un procédé de production de dialkylaminodi(alkyl)boranes, un procédé de production de formels mixtes, un procédé de production de sels de triphényle ou de tributylbutadiène-1,3-ylphosphonium, un procédé de production de 1,3-butadiényldiéthylphosphonates, et un procédé de production de diphénylalkène-2-ylphosphines.

### Récompenses et honneurs
Maya Inchikian reçoit en 2003 le prix d'État de l'Ordre d'honneur d'Arménie et la médaille Anania Shirakatsi pour ses activités exceptionnelles, ses inventions importantes et ses découvertes dans le domaine scientifique. Elle reçoit aussi en 2012 le titre de scientifique émérite de la République arménienne.